# Les Femmes et la Folie
 (mai 2024).
La mise en forme du texte ne suit pas les recommandations de Wikipédia : il faut le « wikifier ».
Les points d'amélioration suivants sont les cas les plus fréquents. Le détail des points à revoir est peut-être précisé sur la page de discussion.
- Les titres sont pré-formatés par le logiciel. Ils ne sont ni en capitales, ni en gras.
- Le texte ne doit pas être écrit en capitales (les noms de famille non plus), ni en gras, ni en italique, ni en « petit »…
- Le gras n'est utilisé que pour surligner le titre de l'article dans l'introduction, une seule fois.
- L'italique est rarement utilisé : mots en langue étrangère, titres d'œuvres, noms de bateaux, etc.
- Les citations ne sont pas en italique mais en corps de texte normal. Elles sont entourées par des guillemets français : « et ».
- Les listes à puces sont à éviter, des paragraphes rédigés étant largement préférés. Les tableaux sont à réserver à la présentation de données structurées (résultats, etc.).
- Les appels de note de bas de page (petits chiffres en exposant, introduits par l'outil «  Source ») sont à placer entre la fin de phrase et le point final[comme ça].
- Les liens internes (vers d'autres articles de Wikipédia) sont à choisir avec parcimonie. Créez des liens vers des articles approfondissant le sujet. Les termes génériques sans rapport avec le sujet sont à éviter, ainsi que les répétitions de liens vers un même terme.
- Les liens externes sont à placer uniquement dans une section « Liens externes », à la fin de l'article. Ces liens sont à choisir avec parcimonie suivant les règles définies. Si un lien sert de source à l'article, son insertion dans le texte est à faire par les notes de bas de page.
- La présentation des références doit suivre les conventions bibliographiques. Il est recommandé d'utiliser les modèles {{Ouvrage}}, {{Chapitre}}, {{Article}}, {{Lien web}} et/ou {{Bibliographie}}. Le mode d'édition visuel peut mettre en forme automatiquement les références.
- Insérer une infobox (cadre d'informations à droite) n'est pas obligatoire pour parachever la mise en page.

Pour une aide détaillée, merci de consulter Aide:Wikification.
Si vous pensez que ces points ont été résolus, vous pouvez retirer ce bandeau et améliorer la mise en forme d'un autre article.
Les Femmes et la Folie est un livre de Phyllis Chesler publié en 1972.
Dans ce livre, l'autrice P. Chesler soutient que les femmes subissent l'impact négatif de la psychiatrie et de la psychologie en raison de la domination des hommes dans ces domaines : dans la part de personnel médical haut placé dans la hiérarchie, mais également en tant que part de sujets des études menées au cours de l'histoire. L'ouvrage explore les effets sur les femmes, notamment dans les relations homosexuelles, et la psychiatrie/psychologie dans le tiers monde. Claudia Pitts, de la National Louis University, a écrit que le livre était « l'un des premiers ouvrages de la deuxième vague du mouvement féministe à aborder des questions telles que : la maltraitance des femmes, en particulier le viol et l'inceste ; le manque de figures et de modèles féminins ; et la spiritualité dans les services de santé mentale. » Miriam Greenspan de la Los Angeles Review of Books l'a décrit comme « un tournant culturel révélant comment la psychiatrie dominée par les hommes nuit aux femmes ».

## Parcours
Phyllis Chesler est une psychothérapeute féministe. Dans le cadre du processus d'écriture, Chesler a mené des entretiens, afin de parvenir à ses conclusions.

## Contenu du livre
Dans son livre, l'autrice effectue une analyse de la vie de femmes célèbres, dont la vie a connu une fin négative, ou d'histoires mythologiques, de la tradition occidentale notamment, impliquant des personnages féminins qui ont également connu des fins tragiques. Elle cite également des psychothérapeutes et des auteurs masculins féminins, dont certains et certaines étaient des féministes reconnus. Elle a également inclus des statistiques sur les hôpitaux psychiatriques pour appuyer son propos.

## Réception du livre
Le Bard College a déclaré que le livre « a été réimprimé à plusieurs reprises aux États-Unis et dans le monde », sous-entendant que l'ouvrage a été un véritable succès.

### Appréciations
Adrienne Rich, dans un article du New York Times, a conclu que Women and Madness (en français, Les femmes et la folie) « est une contribution pionnière à la féminisation de la pensée et de la pratique psychiatriques ». Rich a déclaré que dans quelques passage du livre, l'autrice suppose que le lecteur est déjà familier avec les domaines concernés et évoqués.
Roland Jaccard, du Monde, a écrit que « comme tout livre important, Les Femmes et la Folie a l'immense mérite de « troubler le sommeil du monde ». »
Salvatore R. Maddi, professeur à l'Université de Californie, a écrit, dans The Saturday Review, qu'il s'agit « d'un livre extrêmement important, un signal que le mouvement de libération des femmes arrive à maturité ».

## Contenu complémentaire
- Chesler, Phyllis, « Twenty Years Since "Women and Madness": Toward a Feminist Institute of Mental Health and Healing », The Journal of Mind and Behavior, vol. 11, nos 3/4,‎ summer–autumn 1990, p. 313–322 (JSTOR 43854094)
- Chesler, Phyllis, « Extracts from Women and Madness », Feminism & Psychology, vol. 4, no 2,‎ 1er mai 1994, p. 267–279 (DOI 10.1177/0959353594042006, S2CID 143493112)
- Felman, Shoshanna, « Review: Women and Madness: The Critical Phallacy », Diacritics, vol. 5, no 4,‎ hiver 1975, p. 2–10 (DOI 10.2307/464958, JSTOR 464958)
- Notman, Malkah T., « "Women and Madness," by Phyllis Chesler (Book Review) », International Journal of Group Psychotherapy, vol. 25, no 1,‎ 1er janvier 1975, p. 71 (DOI 10.1080/00207284.1975.11491873, lire en ligne)
- Raphael, Jody, « "A Bias Steam-Ironed into Women's Lives": AConversation with Author Phyllis Chesler about Women and Madness, 47 Years After Publication », Dignity: A Journal on Sexual Exploitation and Violence, vol. 4, no 3,‎ juin 2019 (DOI 10.23860/dignity.2019.04.03.01, lire en ligne) - Info page